# Das verschwundene Los
Das verschwundene Los ist ein deutscher Kriminal-Stummfilm aus dem Jahre 1915 von Harry Piel.

## Handlung
Wie stets in Piel-Filmen ist auch in diesem die Handlung lediglich Mittel zum Zweck, spannende Aktionen und halsbrecherische Stunts zu zeigen. Gleich zu Beginn sieht man einen Zuchthäusler aus dem Knast entfliehen, verfolgt von einem nicht minder sportiven Detektiv. Dabei geht es über Stock und Stein, bis es in luftiger Höhe auf einem Kran zum Zweikampf kommt. Schließlich folgt ein Sprung tief ins Wasser, und der Detektiv verstaucht sich ein Bein – Ende der Verfolgungsjagd, zumindest zunächst. In einem Losverkäufer findet der Detektiv freundliche Hilfe, daraufhin kauft er ihm ein Los ab. 
Auf dieses Los fällt natürlich prompt eine hohe Gewinnsumme, nämlich 100.000 Mark. Davon bekommt, ebenso natürlich, der entflohene Zuchthäusler etwas mit und stiehlt dem Detektiv das wertvolle Stück Papier. Nun geht die Jagd zwischen den beiden Kontrahenten in die nächste Runde und nimmt noch einmal gewaltig Fahrt auf. Da taucht noch ein zweiter Detektiv auf der Bildfläche auf, der sich aber offensichtlich mit dem bestohlenen überhaupt nicht grün ist; jedenfalls beäugen sich die beiden scharf und beharken sich. Um den Fall rund zu machen und der Geschichte eine weibliche Note zu geben, taucht dann noch die Nichte des örtlichen Polizeichefs auf, die eine glückliche Rolle bei der Wiederbeschaffung des gestohlenen Loses spielt.

## Produktionsnotizen
Das verschwundene Los passierte im Oktober 1915 die Zensurprüfung und wurde vermutlich noch im selben Monat im Tauentzien-Varieté uraufgeführt. Der Streifen besaß vier Akte und war die erste Produktion von Piels eigener Firma Harry Piel & Co.

## Rezeption
„„Das verschwundene Los“ nennt sich das überaus gelungene Werk der neuen Harry Piel Co., das ebenso durch die feindurchdachte Handlung und das glänzende Spiel der Darsteller zu einer „Klasse für sich“ wurde. (…)  Regie und Photographie sind, wie nicht anders zu erwarten bei einem Film, bei dem Harry Piel das Szepter führte, glänzend … .“